# Palazzo in Salita Stella Nr. 21

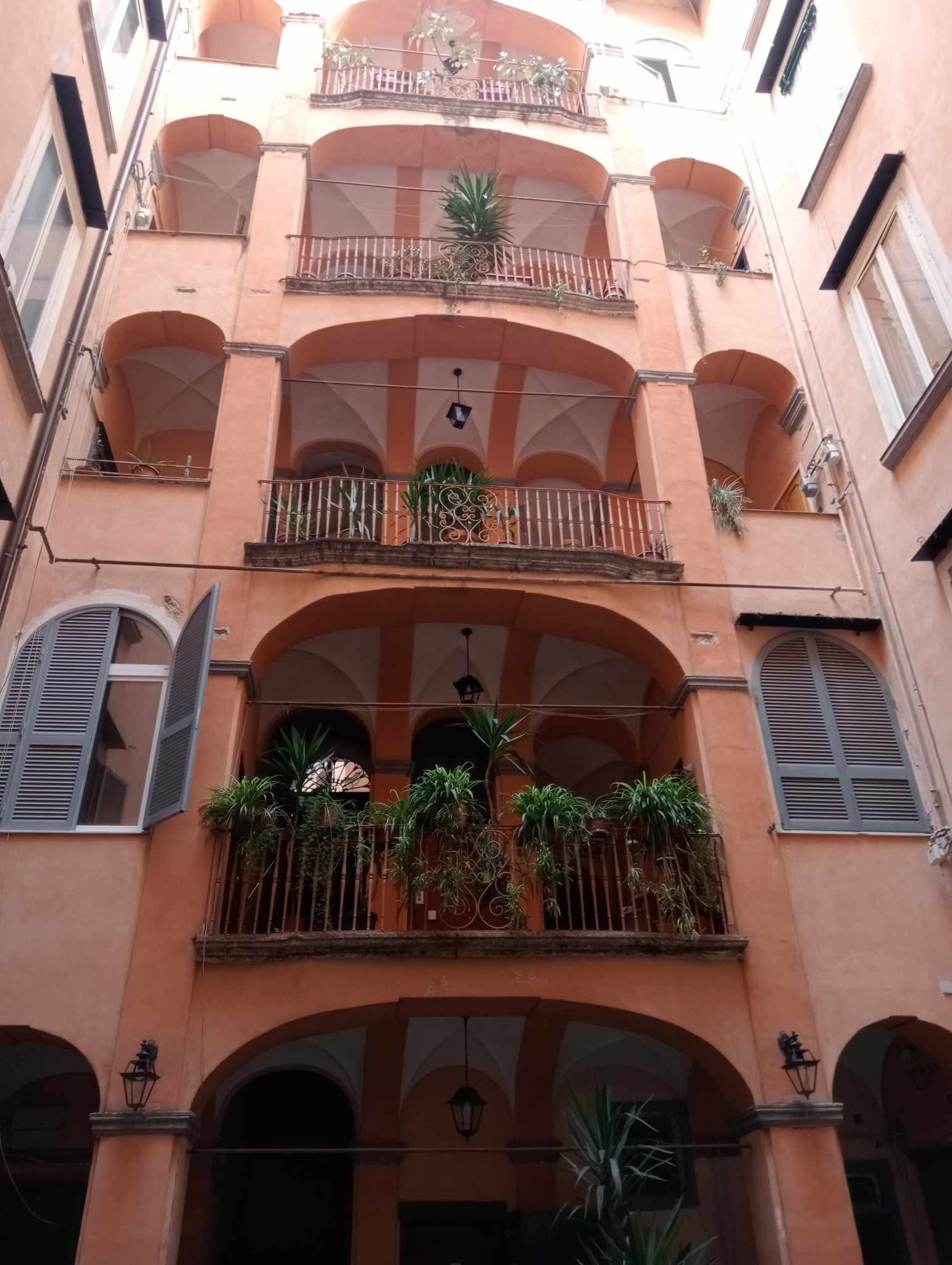
Palazzo in Salita Stella Nr. 21 in Neapel: Offene Treppe im Innenhof

Der Palazzo in Salita Stella Nr. 21 ist ein Palast aus dem 17. Jahrhundert im Viertel Stella in Neapel in der italienischen Region  Kampanien.

## Geschichte und Beschreibung
Der Palast wurde vermutlich in der ersten Hälfte des 17. Jahrhunderts errichtet. Es gibt keine geschichtlichen Angaben über dieses Gebäude, insbesondere nicht über die Eigentümerfamilie und im Laufe der Jahrhunderte durchführte Restaurierungen.
Die fünfstöckige Fassade ist einfach gehalten und zeigt als einziges bemerkenswertes Element eine Votivädikula mit Rundbogen, in dem sich das Bild einer Madonna mit Kind befindet. Wenn man durch das Rundbogentor aus Piperno geht, gelangt man zunächst in die Eingangshalle mit Tonnengewölbedecke und dann in den rechteckigen Innenhof, in dem sich eine der unbekannteren, offenen Treppen aus dem 18. Jahrhundert erhebt, wie sie für die ganze Stadt typisch sind. Sie bedeckt die gesamte Rückwand des Hofes und hat in jedem Stockwerk einen Korbbogen mit leicht gewellten Rändern in der Mitte, flankiert von zwei Rundbögen.
Der Palast ist heute ein privates Mietshaus und befindet sich in sehr gutem Erhaltungszustand.